# Морозівка (Хмільницький район)
Моро́зівка — село в Україні, в Уланівській сільській громаді Хмільницького району Вінницької області. Населення становить 555 осіб.
На території села розташований меморіал мешканцям села Морозівка, які загинули під час Другої світової війни.
В цьому селі також є дім культури, в якому проводять багато цікавих заходів.

## Географія
У селі річка Лип'ятінка впадає у річку Снивода.